# St. Josef (Ziegetsdorf)

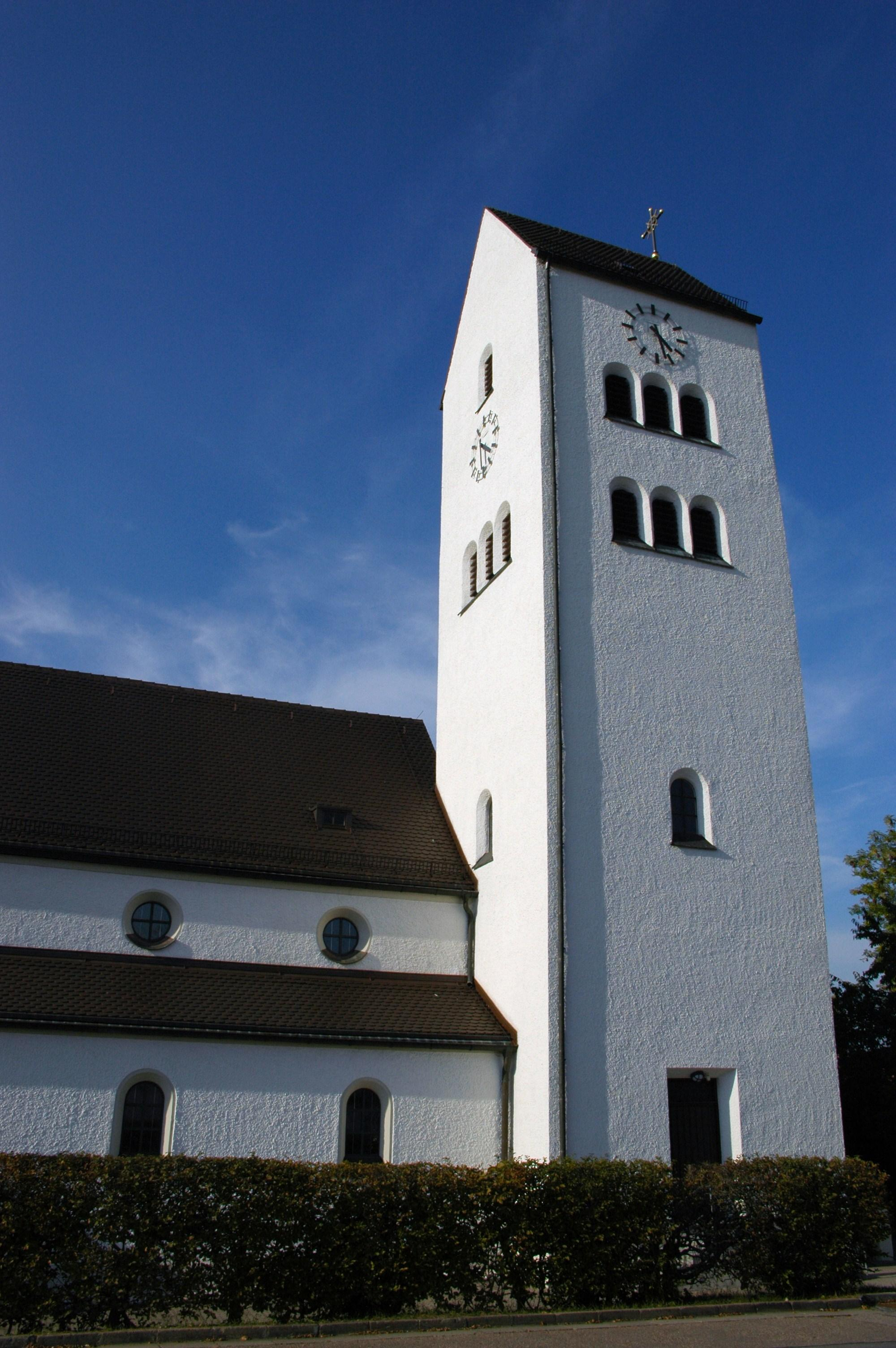
Pfarrkirche St. Josef in Regensburg-Ziegetsdorf

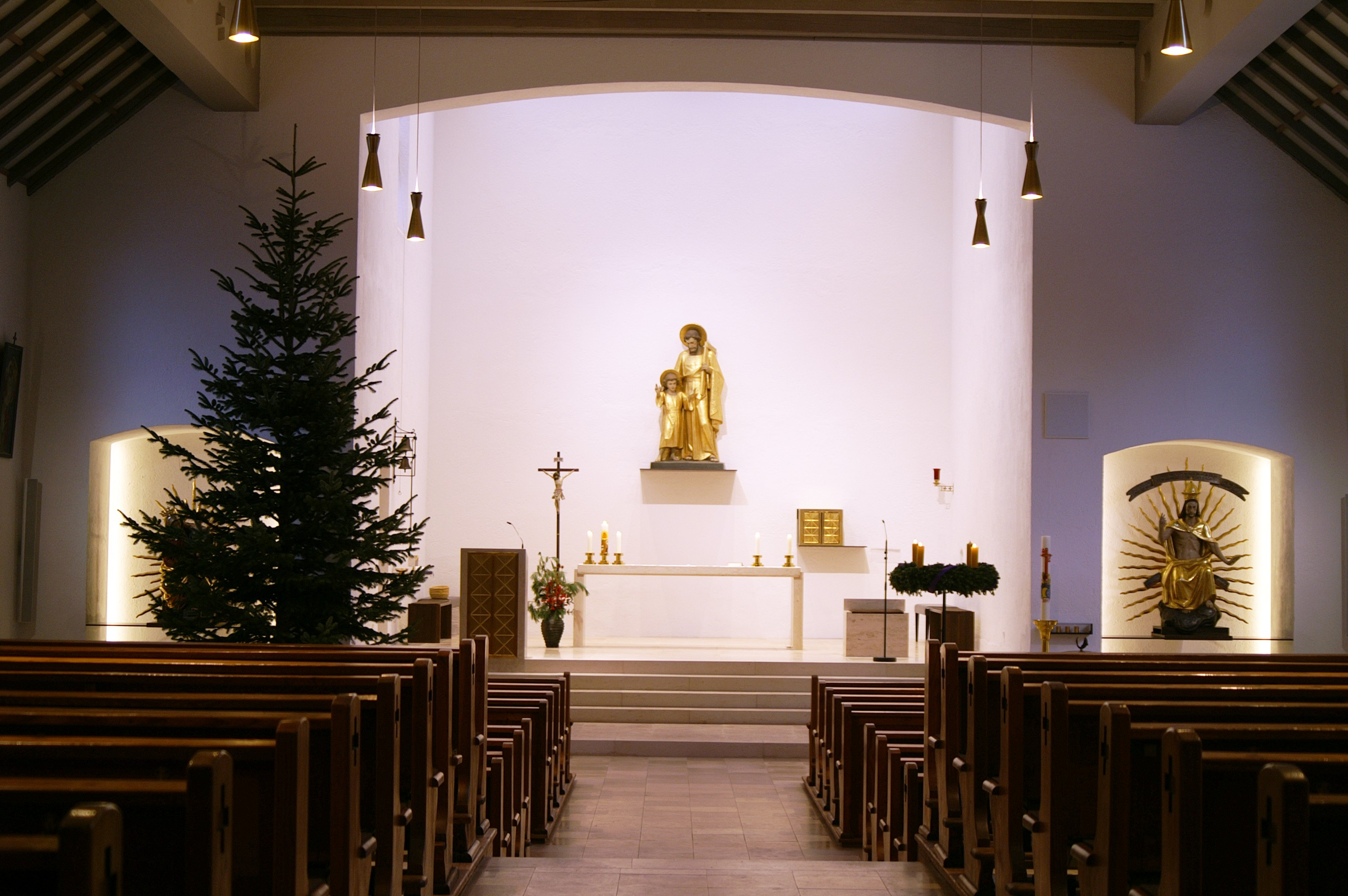
Innenansicht nach der Umgestaltung 2017

Die denkmalgeschützte katholische Pfarrkirche St. Josef steht in der Wolframstraße 3 im Stadtteil Ziegetsdorf von Regensburg.

## Geschichte
Für die kleine Anzahl der Gemeindemitglieder war es beschwerlich, die ehemalige Pfarrkirche Prüfening fußläufig zu erreichen. Nach Errichtung einer nähergelegenen Notkirche (später St. Wolfgang) benutzen die Gemeindemitglieder die beiden Kirchen. Dadurch war ein einheitliches Gemeindeleben der Kirchengemeinde nicht möglich. Daher erwachte der Wunsch, eine Kirche in diesem Ortsbereich zu bauen.
Am 8. März 1931 wurde ein Kirchenbauverein gegründet. Joseph Schrembs spendete einen sehr namhaften Betrag, was die Planung deutlich voranbrachte. Ein geeigneter Bauplatz wurde rasch gefunden: Auf dem Platz eines ehemaligen Bauernhauses befand sich ein in den 1880er Jahren, durch einen Geistlichen angekaufter Grund. Dieser ließ dort einen Wohnturm errichtet, der später in veränderter Form als Glockenturm für die spätere Kirche genutzt wurde. Nach der Fertigstellung der Pläne im September 1931 durch Georg Berlinger wurde am 18. Oktober 1931 der Grundstein durch Michael Buchberger gelegt.
Am 17. Juli 1932 wurde die Kirche durch Michael Buchberger und Joseph Schrembs gemeinsam eingeweiht. Am 1. Januar 1943 wurde die Kirche zur Pfarrkuratie erhoben.
Der Bevölkerungszuwachs im Regensburger Süden in der Nachkriegszeit machte die Erweiterung des Kirchenbaues notwendig. Daher wurde 1956 die Raumschale durch Friedrich Haindl erweitert. Dabei wurde der Baukörper nach Westen um einen neuen Chor mit einer Sakristei erweitert. Die ursprüngliche geostete Kirche erhielt damit eine Ausrichtung nach Westen. Die Kirche wurde am 12. November 1956 durch Michael Buchberger erneut geweiht und gleichzeitig zur Pfarrkirche erhoben.
Im März 1976 wurde die Kirche innen renoviert. Dabei wurde die Figur des hl. Josef im Altarraum, gefertigt 1934 von Guido Martini  entfernt und durch ein, von der Decke herunterhängendes Kreuz ersetzt. Die geschnitzte Figur wurde an der rechten Seitenwand des Hauptschiffes platziert. Von 1983 bis 2003 wurden nach und nach zahlreiche Sanierungsarbeiten vorgenommen. In der Ziegetsdorfer Pfarrkirche St. Josef wirkte Papst em. Benedikt XVI. als Priester. Daher wurde die Kirche 2005 anlässlich des Papstbesuches im Außenbereich wiederum renoviert.
2017 wurde die Kirche aufwändig im Innenbereich saniert. Vor allem die Bekämpfung des Holzwurms hatte oberste Priorität. Neben der Neuinstallation der Haustechnik, stand eine künstlerische Neugestaltung des Altarraums an. Dabei wurde auch der figürliche Schmuck wieder in die ursprüngliche Anordnung gebracht und neue Element sensibel in den Bestand eingebunden. Zum ersten Advent wurde nach einer Bauzeit von über einem halben Jahr die Kirche in Anwesenheit von Reinhard Pappenberger wiedereröffnet.

## Gebäude
Die Kirche ist ein giebelständiger Saalbau mit Satteldach, eingezogenem Chor, Chorflankenturm, Seitenschiff und Erweiterungsbauten.

## Orgel
Um Kosten zu sparen, wurde angestrebt, eine gebrauchte Orgel zu erwerben. Daher wurde versucht, die Interimsorgel von St. Wolfgang zu kaufen. Das Instrument wurde aber im Laufe der Verhandlungen nach Immenreuth verkauft. Dieses Instrument ist heute dort nicht mehr vorhanden.

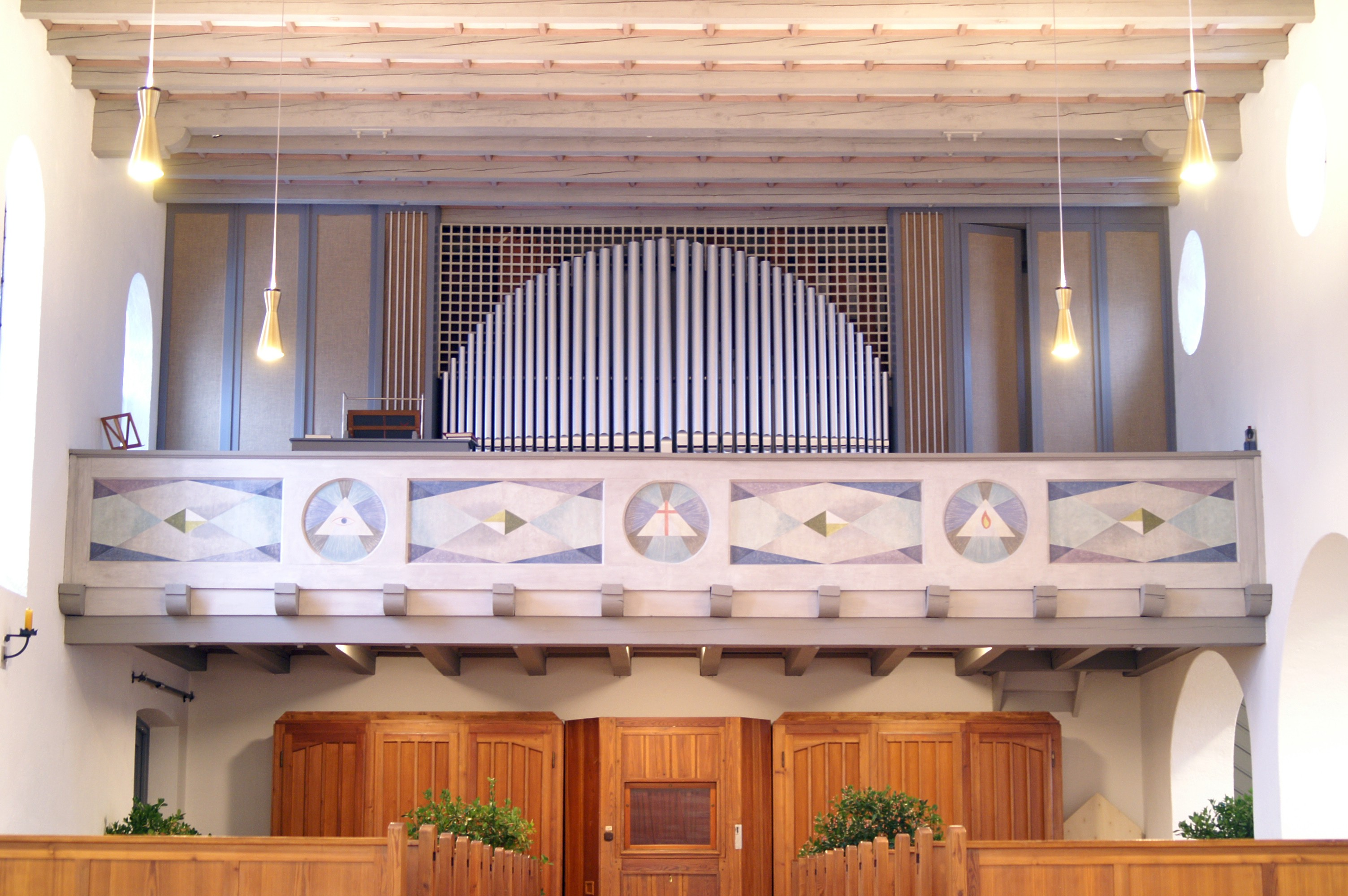
Weise-Orgel

Als Ersatz konnte später ein anderes Instrument aus Regensburg erworben werden und 1957 von Eduard Hirnschrodt nach leichter Klangaufhellung transferiert werden. Die Orgel ist ein zweimanualiges Instrument mit Taschenlade und pneumatischer Traktur, erbaut von Michael Weise, ursprünglich gebaut für die Krankenhauskirche Pius V. in Regensburg. Die Disposition lautet heute:
| I. Manual C– |    |
| Prinzipal    | 8′ |
| Spitzflöte   | 8′ |
| Oktav        | 4′ |
| Rohrflöte    | 4′ |
| Mixtur IV    | 2′ |
| Trompete     | 8′ |

| II. Manual C–  |      |
| Bourdon        | 8′   |
| Salizional     | 8′   |
| Prinzipal      | 4′   |
| Nachthorn      | 4′   |
| Blockflöte     | 2′   |
| Terzcymbel III | 2⁄3′ |
| Krummhorn      | 8′   |

| Pedal C–  |     |
| Subbaß    | 16′ |
| Zartbaß   | 16′ |
| Oktavbaß  | 08′ |
| Choralbaß | 04′ |

- Koppeln: II/I, I/P, II/P

Suboktavkoppel: II/I
Superoktavkoppel: II/I
- Spielhilfen: eine freie Kombination, Crescendowalze, Tutti

Anmerkungen
1. 1 2 3  1957

## Glocken (dreistimmiges E-Dur-Geläute: e′ – gis′ – h′)
Die ersten Glocken wurden bereits vor Einweihung der Kirche, am 21. März 1932 von der Firma Karl Hamm geliefert und am Folgetag in dem, um sechs Meter erhöhten ehemaligen Wohnturm montiert.
Das heutige Geläut besteht aus folgenden Glocken:
- große Glocke (1899, Gießerei Spannagl in Regensburg)
- mittlere Glocke (1877, Gießerei Spannagl in Regensburg)
- kleine Glocke (1932, Karl Hamm in Regensburg)

## Sonstiges
Der Chor der Kirche wurde 2007 mit dem Kulturpreis des Bezirks Oberpfalz in der Kategorie Chor ausgezeichnet. Seit 2014 bildet die Kirche zusammen mit der Pfarrei St. Paul eine Seelsorgeeinheit.
Die Kirche erhielt weltweit Aufmerksamkeit bei dem Papstbesuch von Benedikt XVI. Auf dem Ziegetsdorfer Friedhof besuchte er das Grab seiner Eltern und seiner Schwester.